# جزر سليمان في الألعاب الأولمبية
جزر السليمان في الألعاب الأولمبية تقوم اللجنة الأولمبية االوطنية لجزر السليمان بالإشراف في شؤون مشاركة جزر السليمان في الألعاب الأولمبية، شاركت جزر السليمان أول مرة في الألعاب الأولمبية في دورة 1984 في لوس أنجلوس في الولايات المتحدة، لم تفز جزر السليمان حتى الآن بأي ميدالية أولمبية.